# Inflammation chronique

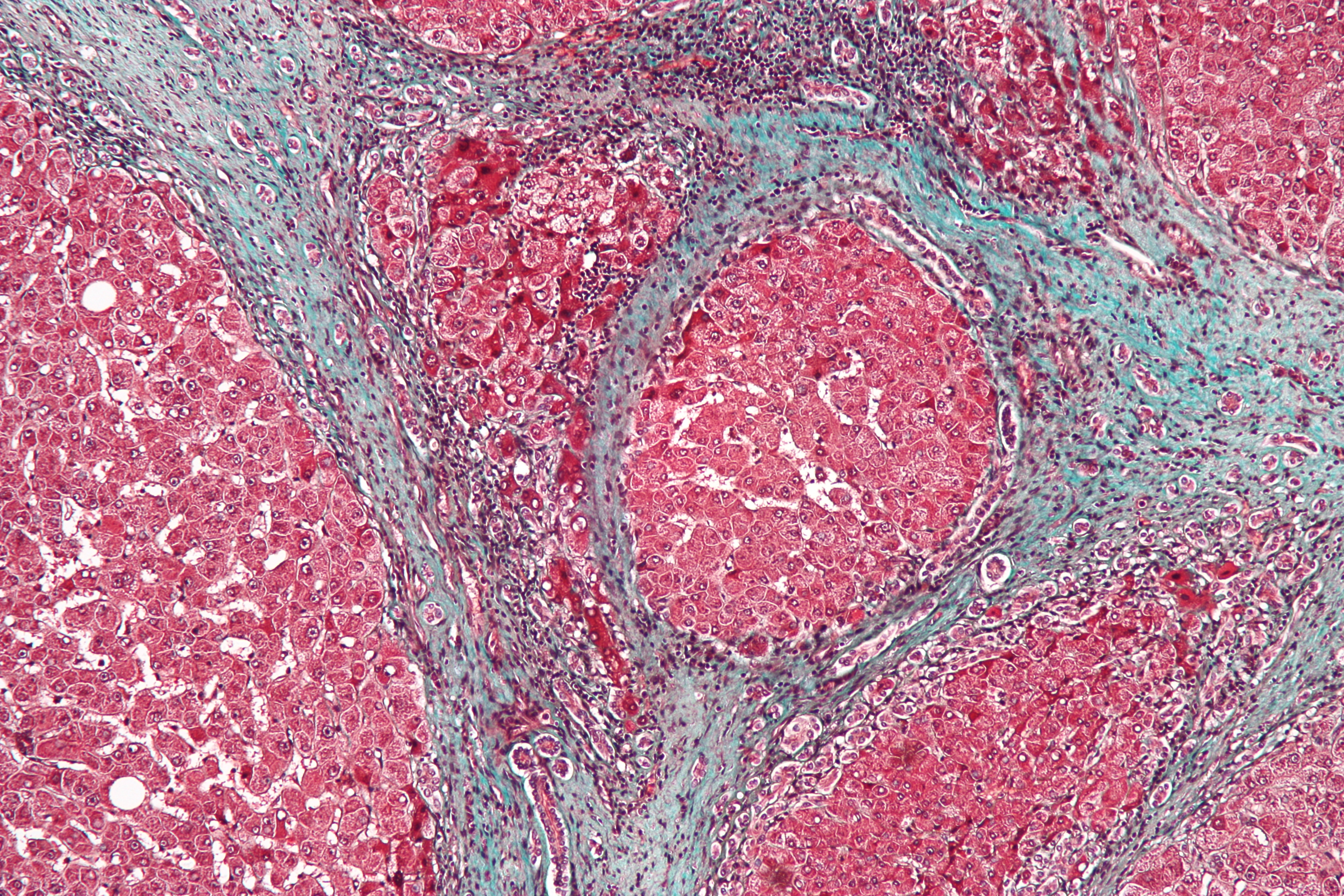
Coupe histologique d'un foie de patient cirrhotique : agrandissement d'un septa fibreux

L'inflammation chronique est une phase anormale de l'inflammation, caractérisée par sa persistance dans le temps : elle peut durer plusieurs semaines voire plusieurs années, d'où le terme chronique. Le caractère chronique de cette inflammation a pour origine le maintien du (ou des) facteur(s) d'agression, qui peut être d'origine infectieux, toxique, auto-immune...

## Caractéristiques
Le maintien du phénomène inflammatoire sous-tend tout d'abord la persistance de la lésion tissulaire initiale : le tissu ne se régénère pas correctement. Il existe un infiltrat inflammatoire qui persiste (dit chronique), contenant majoritairement des cellules immunitaires (lymphocytes, plasmocytes, monocytes et macrophages, granulocytes éosinophiles, basophiles, mastocytes).
Enfin, un phénomène de cicatrisation pathologique s'installe : c'est la fibrose, qui est définie par un accroissement de la composante fibrillaire de la matrice extracellulaire, notamment par l'augmentation de la proportion de collagène. C'est cette dernière caractéristique qui prédomine dans l'inflammation chronique, et qui peut être responsable de la perte ou de la diminution de la fonction de l'organe touché.
Alors que dans l'inflammation aiguë il existe une séquence stéréotypée (agression puis phase vasculaire, cellulaire et enfin cicatrisation), dans l'inflammation chronique les phénomènes d'inflammation, de destruction tissulaire (nécrose), et de réparation (fibrose) coexistent.

## Causes
Les origines d'une inflammation chroniques sont variées, mais il existe dans tous les cas une persistance du facteur d’agression malgré la défense immunitaire. Ce facteur d'agression peut être par exemple :
- toxique : par exemple dans la cirrhose alcoolique, à la suite de l'exposition répétée et massive du foie à l'alcool. Divers polluants de l'air extérieur (ex. : pollution routière) ou intérieur (ex. : tabac) ont aussi des effets inflammatoires ; jusque dans le cerveau et même via une exposition du fœtus/embryon in utero[3] ;
- infectieux : d'origine bactérienne comme dans la tuberculose, mais qui peut aussi être d'origine virale, fongique, ou parasitaire ;
- auto-immune : par exemple dans les lupus ou dans la maladie de Crohn ;
- immune : l'inflammation chronique peut être un symptôme du syndrome d'activation mastocytaire[4].
- elle peut aussi avoir une origine idiopathique (c'est-à-dire incertaine) comme dans le cas de la sarcoïdose ;

De plus, il est proposé qu'une obésité viscérale importante est parfois associée à une inflammation chronique du tissu adipeux.

## Types

### Inflammation chronique non spécifique
Elle fait suite à l'inflammation aiguë et se caractérise par l'absence de neutralisation ou de destruction du stimulus pathologique.

### Inflammation chronique spécifique
L'inflammation est dite spécifique quand ses caractéristiques morphologiques sont suffisamment évocatrices pour permettre de suspecter ou d'affirmer quelle est la cause à l'origine de cette inflammation. Par exemple, la nécrose caséeuse est typique de la tuberculose.

#### Inflammation granulomateuse
L'inflammation dite granulomateuse désigne un aspect particulier d'une réaction inflammatoire chronique spécifique, caractérisée par une prédominance des phénomènes cellulaires. Ce type d'inflammation est observée dans la sarcoïdose ou la tuberculose.